# Protocolo de transferencia de imágenes
El protocolo de transferencia de imágenes (en inglés Picture Transfer Protocol o PTP), es un protocolo ampliamente difundido y desarrollado por la Asociación Internacional de la Industria de Imágenes (International Imaging Industry Association). Este protocolo permite la transferencia de imágenes desde cámaras digitales hacia computadoras o hacia otros dispositivos digitales sin la necesidad de instalar controladores. El protocolo ha sido estandarizado como ISO 15740.
A partir de PTP se han desarrollado otros protocolos. PTP/IP, desarrollado por FotoNation e implementado por primera vez por Nikon, permite la transferencia de datos sobre una red inalámbrica. MTP (Media Transfer Protocol), desarrollado por Microsoft, está basado en parte en PTP/IP, y permite la transferencia de todo tipo de datos además de imágenes.
Microsoft y Apple soportan el uso de PTP en sus sistemas operativos, desde Windows Me y Mac OS X v10.1 en adelante, respectivamente.
Amiga soporta el uso de PTP en su sistema operativo Amiga OS desde la versión 4.1.
En Linux y otros sistemas operativos de código abierto, PTP está disponible por medio de varias librerías, como libgphoto y libptp. Estas librerías se usan en aplicaciones como digiKam y f-spot.